# Montréal-Centre (ancienne circonscription fédérale)
Ne doit pas être confondu avec Montréal-Centre (district électoral).
Montréal-Centre est une ancienne circonscription fédérale canadienne du Québec, située sur l'île de Montréal.
L'Acte de l'Amérique du Nord britannique de 1867 établit ce qui est alors appelé le district électoral de Montréal-Centre. La circonscription existe jusqu'en 1892, année où elle est démantelée parmi les circonscriptions de Sainte-Anne et Saint-Jacques.

## Géographie
En 1867, la circonscription comprenait :
- Une partie de la ville de Montréal contenue dans les quartiers Est, Centre et Ouest

En 1872, 
- Le quartier Sainte-Anne se greffa à la circonscription

## Députés
1. 1867-1872 — Thomas Workman, Libéral
2. 1872-1875 — Michael Patrick Ryan, Libéral-conservateur
3. 1875¹-1878 — Bernard Devlin, Libéral
4. 1878-1882 — Michael Patrick Ryan, Libéral-conservateur (2)
5. 1882-1895 — John Joseph Curran, Conservateur
6. 1895¹-1896 — James McShane, Libéral

- ¹ = Élections partielles